# Fægtningen ved Torsebro
Fægtningen ved Torsebro fandt sted den 23. januar 1710 under Store nordiske krig. Det var det største sammenstød mellem danske og svenske styrker i perioden mellem landgangen ved Raa og slaget ved Helsingborg. Fortroppen af den danske hær under General Christian Ditlev Reventlow forcerede broen over Helgeå, hvorunder Marineregimentet (senere Bornholms Værn) særligt udmærkede sig. Derefter slog det danske rytteri fuldstændigt det svenske rytteri ved Fjelkinge og tog en bataljon fodfolk til fange.